# Schwanewede
Schwanewede es un municipio situado en el distrito de Osterholz, en el estado federado de Baja Sajonia (Alemania). Su población a finales de 2016 era de unos 21 040 habitantes.
Se encuentra ubicado a poca distancia al noroeste de la ciudad de Bremen, a la orilla derecha del curso bajo del río Weser.